# Daniel Hohrath
Daniel Hohrath (* 15. September 1960 in Bad Cannstatt) ist ein deutscher Militärhistoriker. Er ist Kurator am Bayerischen Armeemuseum in Ingolstadt und leitet dort die Bayerische Armeebibliothek.

## Leben
Hohrath wuchs in Esslingen am Neckar auf und besuchte das dortige Georgii-Gymnasium. Er studierte Geschichte sowie Geschichte der Naturwissenschaften und der Technik an der Universität Stuttgart (M.A. 1989). Von 1991 bis 2000 war er wissenschaftlicher Mitarbeiter am DFG-geförderten Sonderforschungsbereich 235 „Zwischen Maas und Rhein: Stadt und frühmoderner Staat. Untersuchungen zur Städtegeschichte zwischen Rhein und Maas vom 16. bis 18. Jahrhundert“ (B 7) unter der Leitung von Klaus Gerteis vom Fachbereich III – Geschichte der Universität Trier und von 2006 bis 2011 Sammlungsleiter für Uniformen, Fahnen und Orden am Deutschen Historischen Museum (DHM) in Berlin. Derzeit ist er als Kurator am Bayerischen Armeemuseum in Ingolstadt tätig und dort Ansprechpartner für Uniformen, Fahnen, Fotos, Graphik und Dokumente. Außerdem leitet er die in Ingolstadt ansässige Bayerische Armeebibliothek.
Hohrath war freier Kurator für Ausstellungen u. a. des Stadtarchivs Ulm und des Wehrgeschichtlichen Museums Rastatt. Er veröffentlichte in Zusammenarbeit mit Bibliotheken (Württembergische Landesbibliothek) und Museen (Deutsches Historisches Museum, Bayerisches Armeemuseum und Wehrgeschichtliches Museum Rastatt) mehrere Bücher und schrieb Artikel für u. a. das Geschichtsmagazin Damals und die Fachzeitschrift Militärgeschichtliche Mitteilungen.
Er ist aktives Mitglied im Arbeitskreis Militärgeschichte (AKM) und im Arbeitskreis Militär und Gesellschaft in der frühen Neuzeit (AMG; als Schriftführer). Gemeinsam mit dem Militärhistoriker Sönke Neitzel war er 2005 verantwortlich für die Ausrichtung der unter dem Titel „Kriegsgräuel“ (Kriegsverbrechen) stattfindenden dreitägigen Fachtagung des AKM in Mainz. Er forscht im Bereich Uniformenkunde, Geschichte der Militärwissenschaften und Kriegstheorie sowie Kulturgeschichte des Militärs.

## Werk
In Fachkreisen positiv aufgenommen wurden im Ausstellungskatalog zu Ferdinand Friedrich von Nicolai (1990) vor allem Hohraths Beiträge über die Biographie des Generals und Militärschriftstellers und „Die Bildung des Officiers’ im 18. Jahrhundert“. 2001 empfahl Max Plassmann vom Universitätsarchiv Düsseldorf: „An den beiden Bänden [„Die Kriegskunst im Lichte der Vernunft“] sollte […] künftig niemand achtlos vorbeigehen, der sich der Epoche der Aufklärung widmet.“ Der von Hohrath 2002 mitherausgegebene Band Das Ende reichsstädtischer Freiheit 1802. Zum Übergang schwäbischer Reichsstädte vom Kaiser zum Landesherrn wurde durch den britischen Historiker Peter H. Wilson (nachmaliger Inhaber des Oxforder Chichele-Lehrstuhls für Kriegsgeschichte) gewürdigt. Insbesondere die Arbeit von Hohrath stelle demnach eine brillante Einführung in das breite Spektrum der Literatur zu den schwäbischen Städten und ihres Platzes in der Reichsverfassung dar. Die Hamburger Historikerin Jutta Nowosadtko bezeichnete das Gesamtwerk in einer Rezension als „solide Dokumentation und [als] gleichzeitig […] interessante Einführung in die komplexe Thematik“. Wilson attestierte dem 2005 erschienenen Band Zwischen Sonne und Halbmond. Der Türkenlouis als Barockfürst und Feldherr gut bebildert und informativ zu sein. 2008 veröffentlichte Hohrath mit Neitzel in der militärhistorischen Reihe Krieg in der Geschichte des Verlages Ferdinand Schöningh den u. a. in der Süddeutsche Zeitung gelobten Sammelband Kriegsgreuel. Die Entgrenzung der Gewalt in kriegerischen Konflikten vom Mittelalter bis ins 20. Jahrhundert. Nach der Historikerin Carmen Winkel stelle der 2011 erschienene Doppelband Friedrich der Große und die Uniformierung der preußischen Armee von 1740 bis 1786 „ausführlich und anschaulich“ dar.

## Schriften (Auswahl)
- (Bearb.): Die Bildung des Offiziers in der Aufklärung. Ferdinand Friedrich von Nicolai (1730–1814) und seine enzyklopädischen Sammlungen. Eine Ausstellung der Württembergischen Landesbibliothek. 27. März bis 5. Mai 1990 in der Württ. Landesbibliothek Stuttgart. 11. Mai bis 15. Juli 1990 im Wehrgeschichtlichen Museum Rastatt. In Zusammenarbeit mit Rolf Henning, Württembergische Landesbibliothek, Stuttgart 1990, ISBN 3-88282-027-6.
- (Hrsg. mit Klaus Gerteis): Die Kriegskunst im Lichte der Vernunft. Militär und Aufklärung im 18. Jahrhundert. 2 Bände, Felix Meiner Verlag, Hamburg 1999/2000, ISBN 3-7873-1398-2 / ISBN 3-7873-1454-7.
- (Hrsg. mit Gebhard Weig, Michael Wettengel): Das Ende reichsstädtischer Freiheit 1802. Zum Übergang schwäbischer Reichsstädte vom Kaiser zum Landesherrn. Begleitband zur Ausstellung „Kronenwechsel“ – das Ende Reichsstädtischer Freiheit 1802 (= Forschungen zur Geschichte der Stadt Ulm. Reihe Dokumentation. Band 12). Kohlhammer Verlag, Stuttgart 2002, ISBN 3-17-017603-X (darin Beiträge von Daniel Hohrath).[24]
- (Bearb.): Die Kunst des Krieges lernen? Die Entwicklung der Militärwissenschaften zwischen Renaissance und Aufklärung. Katalog zur Sonderausstellung 2003 im Wehrgeschichtlichen Museum Rastatt, 2004 in der Universitätsbibliothek Stuttgart (= Studiensammlungen und Sonderausstellungen im Wehrgeschichtlichen Museum Rastatt. Band 1). Hrsg. durch die Vereinigung der Freunde des Wehrgeschichtlichen Museums Schloss Rastatt, Rastatt 2004.
- (Hrsg. mit Christoph Rehm): Zwischen Sonne und Halbmond. Der Türkenlouis als Barockfürst und Feldherr. Begleitband zur Sonderausstellung vom 8. April bis zum 25. September 2005 im Wehrgeschichtlichen Museum Schloss Rastatt. [Begleitband der Sonderausstellung zum 350. Geburtstag des Markgrafen Ludwig Wilhelm von Baden]. Im Auftrag der Vereinigung der Freunde des Wehrgeschichtlichen Museums Schloß Rastatt, Rastatt 2005, ISBN 3-9810460-0-5.
- (Bearb. mit Christoph Rehm): Der Preis der neuen Kronen. Württemberg und Baden als Vasallen Napoleons. Der Rheinbund von 1806. Begleitband zur Sonderausstellung [im Wehrgeschichtlichen Museum vom 20. Mai bis 29. Oktober 2006] (= Studiensammlungen und Sonderausstellungen im Wehrgeschichtlichen Museum Rastatt. Band 4). Hrsg. durch die Vereinigung der Freunde des Wehrgeschichtlichen Museums Schloß Rastatt, Rastatt 2006, ISBN 978-3-9810460-1-4.
- (Hrsg.): Farben der Geschichte. Fahnen und Flaggen. [Zur Ausstellung „Farben der Geschichte. Fahnen und Flaggen. Aus den Sammlungen des Deutschen Historischen Museums“ in der Ausstellungshalle I. M. Pei des Deutschen Historischen Museums, Berlin vom 27. April 2007 bis zum 9. September 2007]. Deutsches Historisches Museum, Berlin 2007, ISBN 978-3-86102-145-2.
- (Hrsg. mit Sönke Neitzel): Kriegsgreuel. Die Entgrenzung der Gewalt in kriegerischen Konflikten vom Mittelalter bis ins 20. Jahrhundert (= Krieg in der Geschichte. Band 40). In Verbindung mit dem Arbeitskreis Militärgeschichte, Verlag Ferdinand Schöningh, Paderborn u. a. 2008, ISBN 978-3-506-76375-4.
- Friedrich der Große und die Uniformierung der preußischen Armee von 1740 bis 1786 [Eine Publikation des Deutschen Historischen Museums]. 2 Bände, Verlag Militaria, Wien 2011, ISBN 978-3-902526-50-2.
- (Hrsg. mit Dieter Storz): Nord gegen Süd. Der Deutsche Krieg 1866 (= Kataloge des Bayerischen Armeemuseums. Band 13). Bayerisches Armeemuseum, Ingolstadt 2016, ISBN 978-3-00-053589-5.